# Dobryłówka
Dobryłówka – wieś w Polsce położona w województwie lubelskim, w powiecie chełmskim, w gminie Dorohusk.
W latach 1975–1998 miejscowość administracyjnie należała do województwa chełmskiego.
Wieś wchodzi w skład sołectwa Zamieście, Dobryłówka. Według Narodowego Spisu Powszechnego z roku 2011 wieś liczyła 48 mieszkańców i była 25. co do liczby ludności miejscowością gminy.
Wierni Kościoła rzymskokatolickiego należą do parafii Świętych Apostołów Piotra i Pawła w Świerżach.

## Etymologia nazwy wsi
Według autorów Nazw Miejscowych Polski pod redakcją Kazimierza Rymuta, nazwa Dobryłówka została przyjęta od nazwy sąsiedniej wsi Dobryłów z sufiksem -ka. Pierwsze zapisy o Dobryłowie pochodzą z roku 1796. Nazwa   Dobryłów z kolei pochodzi od nazwy osobowej Dobryło która to jest odmianą imienia Dobrosław. Legenda miejscowa głosi jakoby dawno na terenie wsi były tylko wrzosowiska z mnóstwem ptactwa i innych zwierząt, łowcy zawsze mieli udany łów. I tak Dobry - Łów - Ka.